# Paridris bispinosus
Paridris bispinosus är en stekelart som först beskrevs av Lubomir Masner 1958.  Paridris bispinosus ingår i släktet Paridris och familjen Scelionidae. Inga underarter finns listade i Catalogue of Life.